# Paul Bitok
Paul Bitok (Kilibwoni, Kenija, 26. lipnja 1970.) je bivši kenijski dugoprugaš i osvajač olimpijskih srebra u Barceloni i Atlanti u utrkama na 5.000 metara.
Također, Bitok je bio afrički prvak 2002. godine na igrama u Radèsu.
U braku je sa sunarodnjakinjom i olimpijskom dugoprugašicom Paulinom Kongo.

## OI 1996.
| RANG | IME ATLETIČARA    | FINALE   | POLUFINALE | HEAT     |
| ---- | ----------------- | -------- | ---------- | -------- |
|      | Vénuste Niyongabo | 13:07.96 | 14:03.48   | 13:54.53 |
|      | Paul Bitok        | 13:08.16 | 13:27.61   | 13:54.45 |
|      | Khalid Boulami    | 13:08.37 | 13:29.72   | 13:54.72 |

## Vanjske poveznice
- Najbolji rezultati kenijskog dugoprugaša